# Liste der Stolpersteine in Magdeburg-Stadtfeld West
Die Liste der Stolpersteine in Magdeburg-Stadtfeld West enthält die Stolpersteine im Magdeburger Stadtteil Stadtfeld West, die an das Schicksal der Menschen erinnern, die im Nationalsozialismus ermordet, deportiert, vertrieben oder in den Suizid getrieben wurden. Sie ist nach Nachnamen sortiert und listet Namen, Standorte. Die Tabelle erfasst insgesamt 1 Stolperstein und ist teilweise sortierbar; die Grundsortierung erfolgt alphabetisch nach dem Familiennamen.
| Bild                | Inschrift | Name                | Ort                       | Verlegedatum | Anmerkungen                                |
| ------------------- | --- | ------------------- | ------------------------- | ------------ | ------------------------------------------ |
| Mühlmann, Ruth Rosa | HIER WOHNTE RUTH ROSA MÜHLMANN JG. 1920 EINGEWIESEN 1931 NEINSTEDTER ANSTALTEN ´VERLEGT´31.3.1941 BERNBURG ERMORDET 31.3.1941 ´AKTION T4´ | Mühlmann, Ruth Rosa | Walbecker Str. 37 (Karte) | 8. Juni 2022 | Biografie: Mühlmann_Ruth.PDF (PDF; 598 kB) |